# Sergestes similis
Sergestes similis är en kräftdjursart som beskrevs av Hansen 1903. Sergestes similis ingår i släktet Sergestes och familjen Sergestidae. Inga underarter finns listade i Catalogue of Life.